# Касіян (Лехницький)
Касіян Лехницький (*1734 — †11 липня 1784) — український церковний діяч, професор, ректор Києво-Могилянської академії, архімандрит.

## Життєпис
Народився у 1734 р. у родині причетника Єрофея Лехницького, на Подолі Києва при парафії церкви Різдва Христового.
На початку 1750-х років почав студіювати в Києво-Могилянської академії. Будучи студентом викладав у цій академії грецьку мову.
У 1762 р. завершив навчання у згаданій в академії. І у тому ж році прийняв чернечий постриг у Київському Братському монастирі. І тоді ж став викладачем класу аналогії.
Від 1763 р. — викладач інфими, з 1764 р. — граматики.
У 1765 р. на вимогу з Санкт-Петербургу наказом Київської консисторії призначено намісником російської посольської церкви у м. Лондоні. Проте він просив залишити його в Україні. Продовжив викладати у класі синтаксими Києво-Могилянської академії.
У 1767—1768 навчальному році читав риторику. З 1774 р. його призначено на префекта тої ж академії та професором філософії в ній.
У 1775 р. — обрано на посаду ректора Києво-Могилянської академії та професором богослов'я, висвячено на архімандрита Братського монастиря. За його ректорства в академії сталися дві великі пожежі:
- У 1775 році згоріла студентська бурса, а
- у 1780 році у Трапезній церкві вогнем знищено частину академічної бібліотеки, згоріли також викладацькі келії.

Касіян займався відбудовою й поновленням втраченого.
У 1781 р. виголосив «рос. Изрядную Речь при встрече высочайших особ в Академии» (князя Павла Петровича з великою княгинею Марією Федорівною), познайомив гостей з академічними визначними пам'ятками й подарував «рос. Рукописные оды в тетрадях, обложенных парчою».
У жовтні 1782 р. Касіяна було викликано до м. Санкт-Петербурга «рос. на чреду священнослуженія и проповеди».
Влітку 1784 р. він повернувся до м. Києва через хворобу, де помер 11 липня того ж року у Кудрявському кафедральному домі, що належав Київському Софійському монастирю.

## Творчість
Був найвідомішим вченим-богословом й знавцем грецької мови серед тих, які працювали у Києво-Могилянській академії в 1780-х роках. Склав у 1779 р. для студентів широковідоме «рос. Руководство о догматах веры». Працював над виправленням книги «рос. Нравоучительные слова из Иоанна Златоуста».
Після його смерті залишилося багато книг українською, грецькою, латинською, польською й російською мовами та особисте майно. Бібліотека Лехницького перейшла у власність Києво-Могилянської академії.